# Port El Kantaoui Golf Club

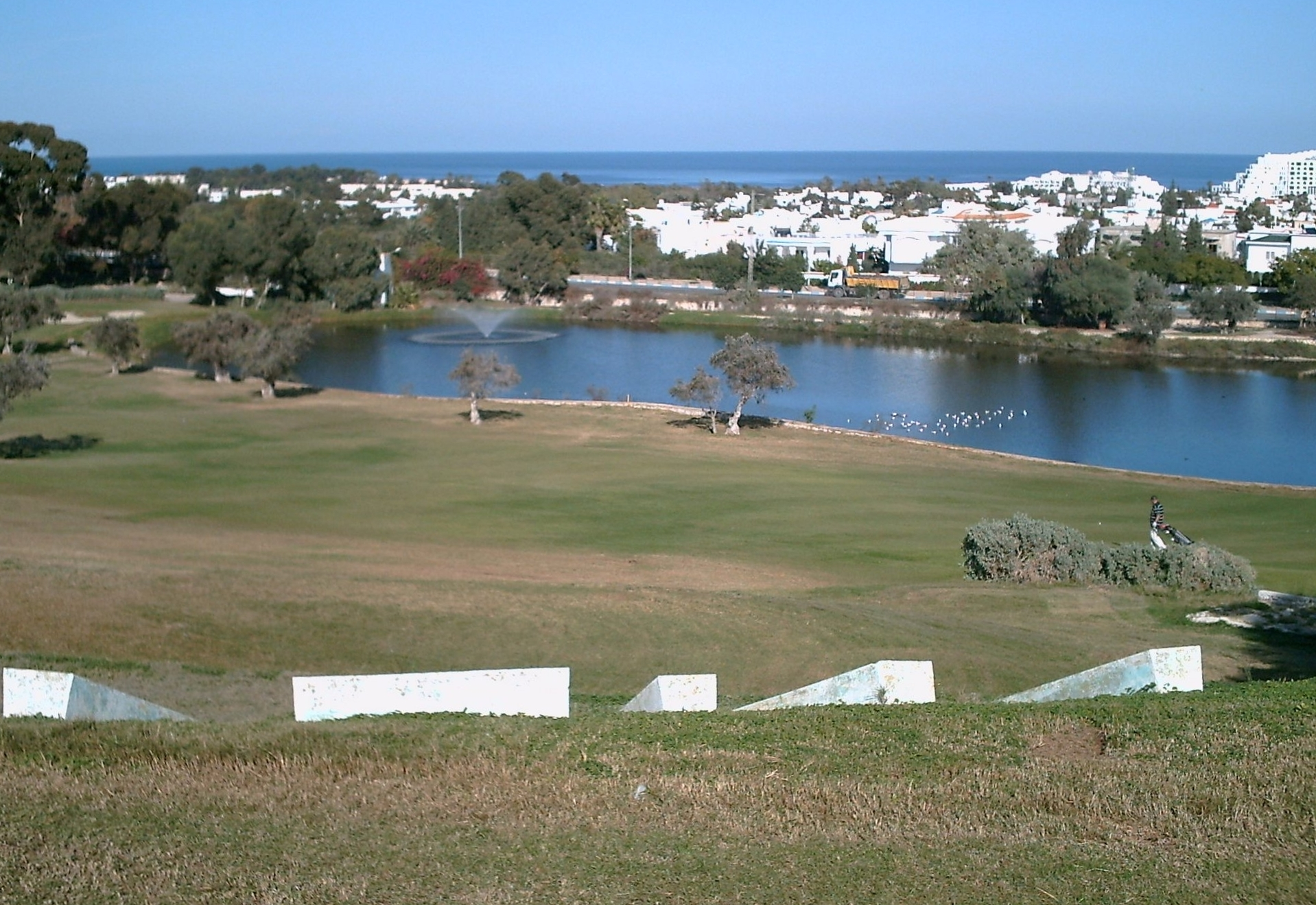
Port El Kantaoui Golf Club

De Port El Kantaoui Golf Club is een golfclub in Tunesië bij het toeristische complex Port El Kantaoui, dat een voorstad van Sousse is en hotels, toeristenwoningen en een jachthaven omvat.
De club heeft twee golfbanen van 18-holes: de Panorama-baan en de Zee-baan. Beide hebben een par van 72. The Sea Course ligt langs de zee, terwijl De Panorama-baan tegen de heuvels ligt en daardoor moeilijker is. De Europese Senior Tour speelt hier regelmatig. De green van de dertiende hole en de hele veertiende hole van de Zee-baan liggen aan de Middellandse Zee.
De baan is in 1979 officieel geopend, samen met het toeristische complex, waar toen al veel huizen waren gebouwd. De golfbaan ligt aan de oostkust, uitkijkend over de Middellandse Zee richting Sicilië en is ontworpen door golfbaanarchitect Ronald Fream, die ook de nabijgelegen banen van Hammamet aanlegde. Anno 2018 is het een van de tien golfbanen in Tunesië.

## Toernooien
Het Tunesisch Open, een golftoernooi dat van 1982 tot en met 1985 deel uitmaakte van de Europese PGA Tour, werd in Port El Kantaoui gespeeld.
In 2001, 2002 en 2003 werd hier het Tunisian Seniors Open gespeeld:
- 2001: ?
- 2002: ?
- 2003:  David Good